# Ostrów Mazowiecka (stacja kolejowa)
Ostrów Mazowiecka – stacja kolejowa w mieście Ostrów Mazowiecka, w województwie mazowieckim, w Polsce.